# Global Maritime Distress and Safety System
GMDSS eller Global Maritime Distress and Safety System er det internationale og verdensomspændende system til maritim nød- og sikkerhedskommunikation. De kommunikationstyper der er i fokus er:
- Nødmeldinger fra skibe
- Koordinering af redningsaktioner
- Sikkerhedsinformation til skibe (vejrmeldinger, farvandsefterretninger, etc.)

## Historie
Efter Titanics forlis blev der skabt stor opmærksomhed på søsikkerhed, og der blev efterfølgende opstillet en lang række retningslinjer, procedurer og tekniske krav. Kommunikationen var bl.a. baseret på forskellige typer radioudstyr og morsetelegrafi.
I slutningen af 1970'erne begyndte man inden for IMO at forberede definitionen af et helt nyt system, GMDSS, og dette blev i 1988 optaget som et tillæg til SOLAS-konventionen.

## Principper
En hjørnesten i GMDSS er at al kommunikation nu er elektronisk så håndteringen i langt højere grad kan automatiseres. Det har medført at morsetelegrafi ikke benyttes mere i sikkerhedsmæssige sammenhænge og det betyder også at kravene til lyttevagt er slækket (det opretholdes stadig på den maritime VHF-nødkanal).
GMDSS definerer både infrastrukturer og skibsudstyr og de væsentligste teknologier er:
- VHF-radio med DSC (digital selective call som er en digital overbygning på radiosystemet)
- MF-radio med DSC
- HF-radio med DSC
- Inmarsat-udstyr til satellitkommunikation.
- EPIRB, en nødsender som aktiveres automatisk i vand.
- NAVTEX, som bruges på skibene til at modtage sikkerhedsinformationer.
- SART, som bruges til identifikation i et radarsystem.

En vigtig del af systemet er naturligvis muligheden for at sende nødalarmer på en sikker og effektiv måde, og det er da også en integreret del af udstyret. Men det er mindst ligeså vigtigt for sikkerheden at skibe kan modtage information. Hvis man f.eks. forliser langt fra kysten er den hurtigste (og eneste) assistance fra skibe der ligger i nærheden; og hvis de ikke kunne kontaktes ville en nødmelding være uden særlig effekt.

## Krav
SOLAS-konventionen gælder for række skibe som er nærmere beskrevet i konventionen; GMDSS gælder generelt for alle passagerskibe samt større fragtskibe.
Hvilket udstyr der skal være om bord afhænger af hvor langt fra kysten der sejles:
- Område A1 er kystnære områder op til 20-30 sømil fra kysten. Her kræves bl.a. VHF/DSC radio samt NAXTEX modtager.
- Område A2 er op til 150 sømil fra kysten og her kræves bl.a. MF/DSC radio samt NAXTEX modtager.
- Område A3 er alle områder udenfor A1 og A2 hvor der er satellitdækning (dvs. eksklusiv polarområderne). Her er bl.a. krav om Inmarsat-udstyr eventuelt kombineret med HF/DSC-radio.
- Område A4 er de resterende områder (dvs. polarområder). Her er bl.a. krav om HF/DSC-radio.

For alle områder gælder krav om EPIRB, SART, håndholdte VHF-radioer og dublering af visse typer udstyr.